# Beerbohm (mèo)
Beerbohm (1974/1975 - 21 tháng 3 năm 1995) là một con mèo cư trú tại Nhà hát Gielgud ở London. Nó được sinh ra trong nhà hát, sau đó được đặt tên là Quả cầu, và được đặt theo tên của Diễn viên và người quản lý nhà hát Herbert Beerbohm Tree. Con mèo này dần trở nên nổi tiếng với việc tấn công các đạo cụ và lang thang vào phòng thay đồ của các Diễn viên.
Beerbohm đã nghỉ hưu năm 1991 và đến sống với thợ mộc bậc thầy của nhà hát ở Beckenham. Sau khi nó qua đời vào tháng 3 năm 1995, tin tức đã được đăng trên nhiều tờ báo quốc gia và ông đã trở thành con mèo đầu tiên (và duy nhất cho đến nay) nhận được cáo phó trên trang nhất của tờ The Stage.

## Tiểu sử
Biabohm 20 tuổi khi nó qua đời, nghĩa là nó sinh năm 1974 hoặc 1975. Theo một nhà văn, nó được sinh ra tại Nhà hát Quả cầu (sau đổi tên thành Nhà hát Gielgud theo tên Diễn viên và đạo diễn John Gielgud) ở West End của London vào những năm 1970; tuy nhiên, cáo phó của nó trên tờ The Stage nói rằng bó "đến Quả cầu trong suốt Donkeys' Years, năm 1976 ". Các nhà hát trong lịch sử đã duy trì mèo trong khuôn viên như một biện pháp kiểm soát sâu bọ, nhưng vai trò của chúng tăng lên theo thời gian khi các Diễn viên đến xem chúng là bùa may mắn và là phương tiện để giảm căng thẳng. Beerbohm, một con mèo mướp, được đặt theo tên của Herbert Beerbohm Tree, một Diễn viên và quản lý nhà hát.
Chú mèo Biabohm đã sớm nổi tiếng khi lang thang vào phòng thay đồ và tấn công những chiếc mũ lông vũ và những chú chim nhồi bông được sử dụng làm đạo cụ. Nó gây chú ý với công chúng khi bắt đầu thói quen lang thang trên sân khấu giữa các vở diễn. Sự xuất hiện đầu tiên của Beerbohm là trong buổi trình diễn Hinge and Bracket vào năm 1978. Nó cũng được cho là rất thích vào phòng thay đồ của Michael Gambon và Peter Bowles.
Biabohm được biết đến như một trong những con mèo nổi tiếng nhất trong tất cả các con mèo nhà hát và có cả Paul Eddington và Penelope Keith trong số những người hâm mộ lớn nhất của nó. Do sự nổi tiếng của mèo Beerbohm đối với các Diễn viên, nó đã được nhắc đến nhiều lần trong chương trình Radio Island Discs của BBC.
Biabohm được cho là đã từng nghiện sô cô la (một sự phụ thuộc mà sau này nó đã cai được) và đã sống sót khi bị một chiếc xe hơi chạy trên đường phố Soho cán qua. Con mèo này được cho là đã có bạn gái ở Nhà hát Lyric, con mèo mà nó sẽ vội vã đến gặp thường xuyên. Sự nghiệp của Beerbohm được cho là dài nhất trong số những con mèo nhà hát thời hiện đại và kéo dài cho đến khi nó nghỉ hưu năm 1991, khi nó chuyển đến sống với Tony Ramsey, thợ mộc bậc thầy của nhà hát, ở Beckenham.
Beerbohm chết vào ngày 21 tháng 3 năm 1995, ở tuổi 20, và trở thành con mèo duy nhất từng nhận được cáo phó trên trang nhất của The Stage. Ngoài Hinge and Bracket, Eddington và Keith, nữ Diễn viên Beryl Reid cũng đóng góp những giai thoại cho cáo phó của con mèo này. Cái chết của mèo Beerbohm được hầu hết các tờ báo quốc gia thời đó đưa tin, bao gồm tờ Daily Telegraph đưa tin rằng "nó không bao giờ kết hôn". Bức chân dung của chú mèo Beerbohm treo trong phòng giải trí của Nhà hát Gielgud và nó đã trở thành chủ đề của một bức tranh của Frances Broomfield.